# Полянцева, Агния Алексеевна
Агния Алексеевна Полянцева (2 января 1909 - 24 сентября 1988) — советская военная лётчица, участница Великой Отечественной войны.

## Биография
Воевала в составе 586-го женского истребительного авиационного полка. Была комиссаром и командиром 2-й эскадрильи.
Пришла в полк во время базирования на Воронежском аэродроме. До этого окончила аэроклуб, потом — авиационный институт в Москве. Работала летчиком-испытателем в отряде авиационной промышленности. Летом 1941 года она облётывала на прифронтовом аэродроме самолеты-истребители после ремонта.
С  февраля  1946  года  работала  летчиком-испытателем  на  авиационном  заводе  №  464  в  Москве.

## Награды
- Орден Отечественной войны II степени[2] и медали, среди которых «За доблестный труд».

## Память
- Книга — В небе фронтовом: Сборник воспоминаний и очерков. — М.: «Молодая гвардия», 1962. — 296 с. — Тираж 115000 экз. / В подготовке сборника приняла участие группа ВВС секции бывших фронтовиков Советского комитета ветеранов войны. Составители: Казаринова М. А., Полянцева А. А. / Предисловие А. Маресьева.